# Ralph Lundsten
Ralph Lundsten (ur. 6 października 1936 w Ersnäs w Szwecji, zm. 5 lipca 2023) – szwedzki kompozytor muzyki elektronicznej, również reżyser filmowy i pisarz. Urodzony w regionie Norrbotten, obecnie mieszka na jednej z wysp Archipelagu Sztokholmskiego, w starym, drewnianym pałacyku Frankenburg z 1878 roku, w której mieści się jego studio nagraniowe Andromeda.

## Życiorys
W 1958 roku Ralph Lundsten przeprowadził się z północnej Szwecji do miejscowości Saltsjö-Boo nieopodal Sztokholmu. W 1959 roku zbudował studio nagraniowe Andromeda. Jako artysta stworzył swój własny język muzyczny. W latach 60. często współpracował z kompozytorem, organistą i pedagogiem muzycznym Leo Nilsonem z Malmö, właścicielem studia muzycznego Viarp. Muzyka Lundstena, wykonywana na całym świecie, przyniosła mu miano najbardziej znanego szwedzkiego kompozytora. 
W latach 60. Ralph Lundsten tworzył filmy krótkometrażowe otrzymując cztery lata z rzędu nagrodę szwedzkiego Instytutu Filmowego. W 1967 roku w Paryżu otrzymał główną nagrodę na Biennale za film krótkometrażowy EMS NR 1, powstały przy współudziale szwedzkiego radia.
Oprócz wystaw własnych Lundsten uczestniczył również w wystawach: Hej stad w Moderna Museet (1966), Feel It w Nationalmuseum (1968), Contemporary Crafts w Nowym Jorku, Biennale w Mediolanie (1968), Triennale w Paryżu (1969) i in.
W latach 1981, 1984 i 1989 Ralph Lundsten współpracował ze Szwedzkim Radiem przy realizacji cyklu programów Sommar; na kanwie tych doświadczeń napisał później książkę Lustbarheter. W roku 1984 Szwedzkie Radio zastąpiło swój dotychczasowy sygnał (autorstwa Hugo Alfvéna) fragmentem zaczerpniętym z kompozycji Ralpha Lundstena, Nordisk natursymfoni nr 4. 
W roku 1997 w Niemczech Ralph Lundsten otrzymał nagrodę Schwingungen Preis, "Oscara Muzyki Elektronicznej". 
Od roku 2000 jest członkiem London Diplomatic Academy (jako kompozytor i ambasador kulturalny). 16 lutego 2004 otrzymał Medal Alberta Schweitzera – Albert Schweitzer Medal for Science and Peace 50th Anniversary Nobel Prize.
Zmarł 5 lipca 2023 roku według informacji przekazanej przez rodzinę.

## Studio Andromeda
Studio muzyki elektronicznej i wideo Andromeda, założone w 1959 roku z prymitywnym sprzętem przekształciło się w kolejnych latach w oryginalne i dobrze znane studio muzyki współczesnej. W analogowej części studia znajduje się 32-kanałowy magnetofon, stół mikserski, oraz urządzenia do obróbki dźwięku i syntezatory. Wyposażenie studia zostało uzupełnione o urządzenia cyfrowe i komputery z oprogramowaniem muzycznym. Syntezator Andromatic z połowy lat 60. jest prawdopodobnie najstarszym na świecie syntezatorem analogowym z polifonią i sekwencerem. Kolejny, zbudowany w latach 1970–1971 specjalnie dla studia Andromeda syntezator DIMI-O daje m.in. możliwość rejestracji dźwięku (granego na klawiaturze zwykłej lub wirtualnej) na monitorze telewizyjnym w formie partytury graficznej. Partytura ta może być następnie przeskanowana w dowolnym tempie, do przodu lub do tyłu, z góry i z dołu, z możliwością dokonania zmian brzmienia i ilości zarejestrowanych dźwięków. Inny syntezator, DIMI-S, znany też jako Kärleksmaskinen (pol. maszyna miłości) pozwala na generowanie dźwięku i światła poprzez dotyk i reaguje na zmiany emocji u wykonawcy. Wspomniane instrumenty zostały opracowane we współpracy z fińskim fizykiem Erkki Kurenniemi.
Studio Andromeda jest udostępnione do zwiedzania, a goście mogą m.in. zapoznać się ze wspomnianym Kärleksmaskinen – najstarszym na świecie syntezatorem. Sztokholmskie Musikmuseet zorganizowało 2 wystawy poświęcone życiu i twórczości Lundstena: Fantasin är den del av vår verklighet (1991) i Livskärlek (2000).

## Twórczość

### Muzyka
Ralph Lundsten najbardziej znany jest z komponowanej przez siebie muzyki. Skomponował ponad 600 dzieł, wydanych na 91 płytach, napisał muzykę do 100 baletów, skomponował utwory dla Kungliga Dramatiska Teatern, Rikskonserter, Riksteatern oraz dla szwedzkiego radia i telewizji. 
Do najbardziej znanych dzieł Lundstena należą: The Symphony of Joy oraz siedem symfonii przyrodniczych opatrzonych fantazyjnymi tytułami, nawiązującymi do dawnej, skandynawskiej mitologii: Strömkarlen (skomponowana w 1973 z okazji 200. rocznicy Sztokholmskiej Opery), Johannes och huldran (balet skomponowany w 1975 dla Oslooperan), En midvintersaga (wykonywana corocznie w sztokholmskiej katedrze w czasie Bożego Narodzenia), En sommarsaga, Trolltagen, Drömmarnas landskap i Årstiderna. Do wyróżniających się dzieł kompozytora należą ponadto: muzyka do Godnattstunden Beppe Wolgera, oraz kompozycja Relaxation and Meditation, odtwarzana w szpitalach i salonach terapeutycznych w celach relaksacyjnych. 

### Filmy krótkometrażowe
- 1963 – Främmande planet[10]
- 1965 – Komposition i tre satser
- 1966 – Hej natur
- 1966 – EMS nr 1
- 1967 – Hjärtat brinner
- 1968 – Reseminne

## Dyskografia
EP
Dyskografia obejmuje wydawnictwa w formie EP-ek wydane w latach 1964–2008

- 1964 – Fyra kompositioner av Ralph Lundsten
- 1968 – Feel it (3 wersje)
- 1975 – Musik till gymnastik
- 1978 – Disco Single
- 1978 – Andromedian Nights
- 1979 – Ego Love Song
- 1981 – Morning of Creation/Time Storm
- 1983 – Happy Harold/Dream Star
- 1984 – Out in the World
- 1985 – Drömska Dagar/Tjusartango
- 1986 – On The Funny Side of The Street/Happy Harold
- 1986 – Surfing On A Dream/On The Funny Side Of The Street
- 1988 – The Single
- 1993 – Topaz och sir Tom, Riddarfjärdsblues (kompozycja ”Drömska dagar” Ralpha Lundstensa na albumie Moniki Zetterlund)
- 1995 – Songs from the Album In Time And Space
- 2008 – First Day On The Moon

Albumy LP
Dyskografia obejmuje wydawnictwa w formie płyt gramofonowych wydane w latach 1966–1998

- 1966 – Elektronmusikstudion dokumentation 1
- 1967 – MUMS (Musik Under Miljoner Stjärnor)
- 1968 – Elektronisk musik
- 1969 – Tellus Fågel Blå
- 1969 – Silverskivan
- 1969 – Silverskivan (wyd. EMI)
- 1969 – Erik XIV och Ristningar
- 1970 – Ölskog
- 1971 – Gustav III. Nattmara
- 1972 – Fadervår
- 1972/1973 – Strömkarlen: Nordisk Natursymfoni nr 1 ”Strömkarlen”
- 1973 – Skräck och skratt, resor i okända världar
- 1973 – Svit för elektroniskt dragspel. Gunnar på Lidarände
- 1974 – Godnattstunden del 3
- 1975 – Shangri-La
- 1975 – Johannes och huldran: Nordisk Natursymfoni nr 2 ”Johannes och huldran”
- 1976 – Godnattstunden del 4
- 1976 – Cosmic Love
- 1977 – Ralph Lundsten’s Universe
- 1978 – Discophrenia
- 1979 – Alpha Ralpha Boulevard
- 1980 – Tellus Fågel Blå
- 1980 – Paradissymfonin
- 1980 – Flygnivå 450
- 1980 – Önskeklassiker. Sviter ur Strömkarlen och Johannes och Huldran (kompilacja)
- 1981 – En Midvintersaga: Nordisk Natursymfoni nr 3 ”En Midvintersaga”
- 1982 – The New Age
- 1982 – Aspect of Nature
- 1983 – En Sommarsaga & Pop Age: Nordisk Natursymfoni nr 4 ”En Sommarsaga”
- 1984 – Strangers in Paradise
- 1984 – Summer Saga & Pop Age: Nordic Nature Symphony No 4 ”Summer Saga”  (wyd. w USA i Kanadzie)
- 1984 – Trolltagen & Dreamscape: Nordisk Natursymfoni nr 5 ”Trolltagen”
- 1985 – Nordiska Natursymfonier (Musikbox med 5 LP: Strömkarlen,  Johannes och huldran, En Midvintersaga, En Sommarsaga & Pop Age, Trolltagen & Dreamscape)
- 1985 – Önskeklassiker – Nordiska Natursymfonier: Nordisk Natursymfoni nr 3 ”En Midvintersaga”, Nordisk Natursymfoni nr 4 ”En Sommarsaga”, Nordisk Natursymfoni nr 5 ”Trolltagen”
- 1985 – Välkommen (En lefnadssvit i tio afsnitt)
- 1986– 星夜幻想 (Fantasia by Starlight)  (wyd. w Japonii)
- 1986 – The Dream Master
- 1998 – Discophrenia

LP z udziałem Ralpha Lundstena
- 1973 – Love, Love, Love (Muzyka elektroniczna Ralpha Lundstena napisana do opery Eskila Hemberga)[12]
- 1978 – Skandinaviska önskeklassiker (fragmenty Snöstorm i "Jul" z Vintermusik Ralpha Lundstena razem z kompozycjami Edvarda Griega, Wilhelma Petersona-Bergera, Hugo Alfvéna, Larsa-Erika Larssona, Jeana Sibeliusa, Ture Rangströma, Carla Nielsena i Oskara Lindberga)
- 1978 – Fasten Seatbelts (podkłady elektroniczne do utworów Tomasa Ledina)
- 1978 – Amigos Latinos (współpraca Ralpha Lundstena przy tworzeniu efektów elektronicznych i podkładów)
- 1980 – Våta vingar (współpraca Ralpha Lundstena przy tworzeniu efektów elektronicznych i podkładów)
- 1981 – Musik till gymnastik (zawiera m.in. utwór "Luna Lolita")
- 1982 – The Sounds of Sweden (zawiera m.in. "Skogsfruns dans" z Nordisk Natursymfoni nr 1 ”Strömkarlen”)
- 1982 – KemaNobel – The Sounds of Sweden (zawiera m.in. "Skogsfruns dans" z Nordisk Natursymfoni nr 1 ”Strömkarlen”)
- 1983 – Atlantis – Bilder från en ö (współpraca Ralpha Lundstena przy tworzeniu efektów elektronicznych i podkładów)
- 1983 – Helena est libertas (współpraca Ralpha Lundstena przy tworzeniu efektów elektronicznych i odgłosów natury)
- 1985 – Unik (fragmenty utworów Ralpha Lundstena z: Fadervår, En Midvintersaga, Discophrenia, Universe, The New Age, Alpha Ralpha Boulevard i Shangri-La)
- 1986 – Greenpeace (zawiera m.in. "I vida världen" (z udziałem 800 śpiewaków) i "Prelude to the Future")
- 1986 – Female of the Species (współpraca Ralpha Lundstena przy tworzeniu efektów elektronicznych i podkładów)
- 1987 – My Radiant Mistress (zawiera m.in. "Hairy Phantazy")
- 2007 – Horrorscope (zawiera m.in. "Horrorscope")

Albumy CD
Dyskografia obejmuje wydawnictwa w formie płyt kompaktowych wydane w latach 1986–2010

- 1986 – 星夜幻想 (Fantasia by Starlight)
- 1986 – The Dream Master
- 1987 – Nordic Nature Symphony No 3 “A Midwinter Saga”
- 1986 – The Dream Master (wyd. CBS)
- 1987 – Nordic Nature Symphony No 4 & No 5 “A Summer Saga” & “Bewitched”
- 1987 – Trolltagen (wydanie promocyjne, nie do sprzedaży)
- 1987 – Cosmic Phantazy
- 1987 – Music for Relaxation and Meditation
- 1988 – Paradise Symphony
- 1988 – Romance In The New Age
- 1988 – Dancing in The New Age
- 1988 – Nordic Nature Symphony No 1 “The Water Sprite”
- 1988 – Classic Pearls
- 1988 – Ralph Lundsten on CBS
- 1988 – Nordic Nature Symphony No 2 “Johannes and the Lady of the Woods”. Shangri-La
- 1988 – Ralph Lundsten on CBS
- 1988 – Horrorscope
- 1988 – Ourfather, Gustav III
- 1988 – The Gate of Time
- 1988 – Ristningar, Erik XIV, Vintermusik, Cosmic Love, Gunnar på Lidarände
- 1988 – Electronic Music by Ralph Lundsten
- 1988 – Electronic Music by Ralph Lundsten/Leo Nilsson
- 1988 – Hairy Fantasies
- 1990 – Johannes och huldran
- 1990 – The Ages of Man – Ålderstrappan
- 1991 – Atmosphere – Music for Relaxation and Meditation
- 1991 – Nordic Light
- 1992 – Mindscape Music
- 1992 – Ralphinated Symphonies
- 1992 – Lustbarheter (książka i CD)
- 1992 – Lyckolegend & En Midvintersaga
- 1993 – Collage III – Scandinavian Fantasy
- 1993 – Nordic Light
- 1993 – Nordic Light (wyd. w USA)
- 1993 – Legend of Joy & A Midwinter Saga (wyd. w USA)
- 1994 – The Joy of Being
- 1994 – The Joy of Being (wyd. w USA)
- 1995 – In Time and Space
- 1996 – Inspiration, Sweden, Landscape of Dreams, Ourfather
- 1996 – Årstidernav
- 1996 – Johannes och huldranv (wznowienie wyd. z 1990)
- 1997 – Johannes & huldran, Strömkarlen
- 1997 – Ålderstrappan – The Ages of Man
- 1998 – In Ralph Lundsten’s Universe
- 1999 – Nordiska Natursymfonier (4, 5 och 7)
- 1999 – Nordiska Natursymfonier (nr 1 – nr 7)  (box 4CD)
- 2000 – Elektronisk Musik från 60- och 70-talen (box 4CD)
- 2000 – Horrorscope (wyd. promocyjne)
- 2000 – Paradissymfonin/Fadervår
- 2000 – Happy Earthday
- 2001 – Ett liv i synt
- 2002 – Sience Fiction & Fantasy (CD-box)
- 2002 – En själens vagabond (A Vagabond of the Soul)
- 2002 – Music for Relaxation and Meditation
- 2003 – Music for Relaxation and Meditation (wznowienie)
- 2002 – Dreamlight
- 2003 – Dreamlight (wznowienie)
- 2003 – Suite Andromatique
- 2003 – Festlust (Happy Earthday)
- 2003 – Joy & Light
- 2003 – Prelude to the Future
- 2003 – Johannes & huldran Strömkarlen
- 2003 – Lyckolegend & En Midvintersaga
- 2003 – Årstiderna, Trolltagen, En Sommarsaga
- 2003 – Ralphinated Symphonies
- 2003 – Cosmic Phantazy
- 2004 – På drömda stigar (Pathways of the Mind)
- 2005 – Like the Wind my Longing – Classic Pearls 1972–2004 By Ralph Lundsten
- 2005 – Happy Earthday — Lustbara kåserier (książka i CD)
- 2007 – Ut i vida världen
- 2007 – The Music of Swedish Lapland. Nordisk Natursymfoni nr 10 ”Symphonia Linnæi” (opus 625)
- 2007 – Lovetopia
- 2008 – Electronic Music From the 60s and 70s by Ralph Lundsten (Box 4 CD)
- 2008 – The Naked Moon And The Virgin Sun (Lundsten & Neurobash)
- 2008 – Dance in the Endless Night
- 2010 – I sagans värld (In the Fairytale World)

CD z udziałem Ralpha Lundstena (wybór)
- 1986 – Wet Wings (Björn J:son Lindh. Wznowienie LP Våta vingar z 1980 w formie CD)
- 1989 – Nordiska Önskeklassiker (wznowienie LP Nordiska Önskeklassiker z 1978 w formie CD)
- 1993 – Topaz (kompozycja ”Drömska dagar” Ralpha Lundstensa na albumie Moniki Zetterlund)
- 1994 – Salsarium Aquarium – Cosmic Love
- 1995 – Schwingungen Radio auf CD Vol. 4 9/95
- 1995 – Sand
- 1996 – Inspiration
- 1996 – Schwingungen Radio auf CD 1 u. 2 / 96
- 1996 – Schwingungen Radio auf CD 07/96
- 1997 – Schwingungen Radio auf CD Nr. 21 02/97
- 1997 – Schwingungen Radio auf CD 3 u. 4 / 97
- 1997 – Schwingungen Radio auf CD 7 u. 8 / 97
- 1998 – Schwingungen Radio auf CD 9 u. 10 / 98
- 1998 – Nordiska önskeklassiker
- 1998 – The Lords of Svek
- 1998 – Blågula toner – Svensk instrumental musik
- 1998 – Musik för miljoner (STIM 75 ÅR) (CD-box)
- 1998 – Under vinrankan
- 2000 – Sverige I Möjligheternas Dimension
- 2000 – England A Serene Theme for a Divine Time (wersja brytyjska poprzedniego wydawnictwa)
- 2000 – Observera! Astronomi i praktiken
- 2000 – Monica Zetterlund Hits
- 2001 – Shakedown – You Think You Know
- 2001 – It’s Christmas Time
- 2003 – Framtidens SOS Alarm – för ett tryggare samhälle
- 2004 – Schwingungen Radio auf CD Nr 104 / 01 2004
- 2005 – Groove på svenska
- 2005 – Morgenmeditation Healing til Dig
- 2005 – Beef or Chicken
- 2007 – The Many Faces of CDA (wyd. promocyjne na MIDEM 2007)
- 2007 – Kort historik över framtidens musik – Elektronmusiken och framtidstanken i svenskt 1950- och 60-tal (książka i CD)
- 2007 – Atlantis – Bilder från en ö (wznowienie LP Atlantis – Bilder från en ö z 1983 w formie CD)
- 2008 – Forerunners – Swedish electronic and concrete music 1955–65
- 2008 – Ljuset över jorden flödar
- 2009 – Schwingungen auf CD Nr. 175 / 12 – 2009
- 2010 – Schwingungen auf CD Nr. 176 / 01 – 2010
- 2011 – New Age

DVD
Dyskografia obejmuje wydawnictwa w formie płyt DVD wydane w latach 1986–2010

- 2003 – Sex kortfilmer av Ralph Lundsten (zawiera 6 filmów krótkometrażowych Ralpha Lundstena z lat 60.: Hej natur (1966), EMS NR 1 (1966), Hjärtat brinner (1966/67), Komposition i tre satser (1965), Reseminne (1968), Främmande planet (1962/63, z Rolfem Nilsonem)
- 2003 – Glasblåsarens barn – som musikal (Musical wystawiony w Vasateatern w 2003, oparty na książce "Glasblåsarns barn" Marii Gripes, z muzyką Ralpha Lundstena)
- 2005 – Sfärernas Tonsättare
- 2006 – Strömkarlen
- 2006 – Konst som rörlig bild – från Diagonalsymfonin till Whiteout (książka i CD) (zawiera m.in. film krótkometrażowy EMS NR 1 Ralpha Lundstena)